# Holger Ellgaard
Holger Ellgaard, född 27 maj 1943 i Berlin, död 18 januari 2023 i Sankt Mikaels distrikt i Huddinge i Stockholms län, var en tysk-svensk arkitekt och fotograf.

## Biografi
Ellgaards föräldrar var Helmuth Ellgaard och Lotte Berger, gift Ellgaard. Hans far var illustratör, konstnär och journalist medan modern var teaterskådespelare. Hans bror Peter Ellgaard är TV-journalist. I tidig ålder fick Ellgaard intresse för fotografi och under sin skoltid vann han 1959 första pris i fototävlingen på Matthias-Claudius-Gymnasium i Hamburg. Efter studentexamen 1964 gick han en utbildning till filmfotograf i Hamburg.

### Arkitekt
Ellgaard utbildade sig sedan till arkitekt på Technische Universität Berlin åren 1966–1970 och flyttade efter diplomingenjörsexamen 1970 med sin svenska hustru Gunilla till Sverige och Stockholm. Som arkitekt i Stockholm ritade han en mängd olika byggnader med tyngdpunkt på industrifastigheter. Åren 1978–1984 ritade han tillsammans med Yngve Fredriksén kontorshuset Adonis 2 vid Sveavägen 64 i Stockholms innerstad och 1989–1990 ritade Ellgaard utbyggnaden av Trädgårdshallen i Stockholm. Åren 1994–1996 gjordes en omfattande tillbyggnad och renovering av Banan-Kompaniets gamla fastighet i Stockholms frihamn efter ritningar av Ellgaard, bland annat i samarbete med Stadsmuseet i Stockholm, som hade klassat byggnaden som kulturhistoriskt värdefull.
Han var delägare till  arkitektkontoret Fredriksén och Jedgard AB, FJ-Konsult, tillsammans med Bengt Jedgard och Yngve Fredriksén, vilka grundade bolaget 1956 och var delägare fram till 1988 då Ellgaard blev ensam ägare. Bolaget var verksamt fram till 2010 då även Ellgaard gick i pension.

### Fotograf och wikipedian
Ellgaard var fotograf i över ett halvt sekel. Hans bilder används av tidningsredaktioner och bokförlag runt om i Sverige. I början på 1960-talet reste han genom Sverige och fotograferade många platser, bland annat Stockholms innerstad med miljöer som till en del inte längre existerar då de revs i samband med Norrmalmsregleringen.
Ellgaard gjorde över 200 000 redigeringar på svenskspråkiga Wikipedia och publicerade tiotusentals självtagna bilder på Wikimedia Commons. För sina insatser på Wikipedia belönades han 2017 med Wikimedia-priset, som utdelades för första gången, med motivering av prisjuryn:
| ” | För hans stora volym av Stockholmsrelaterade Wikipedia-artiklar, som utgör inspiration för både läsare och skribenter, och hans stora villighet att hjälpa andra inom sitt intresseområde | „ |
| – | |   |

## Bilder

Arkitekturarbeten (urval)
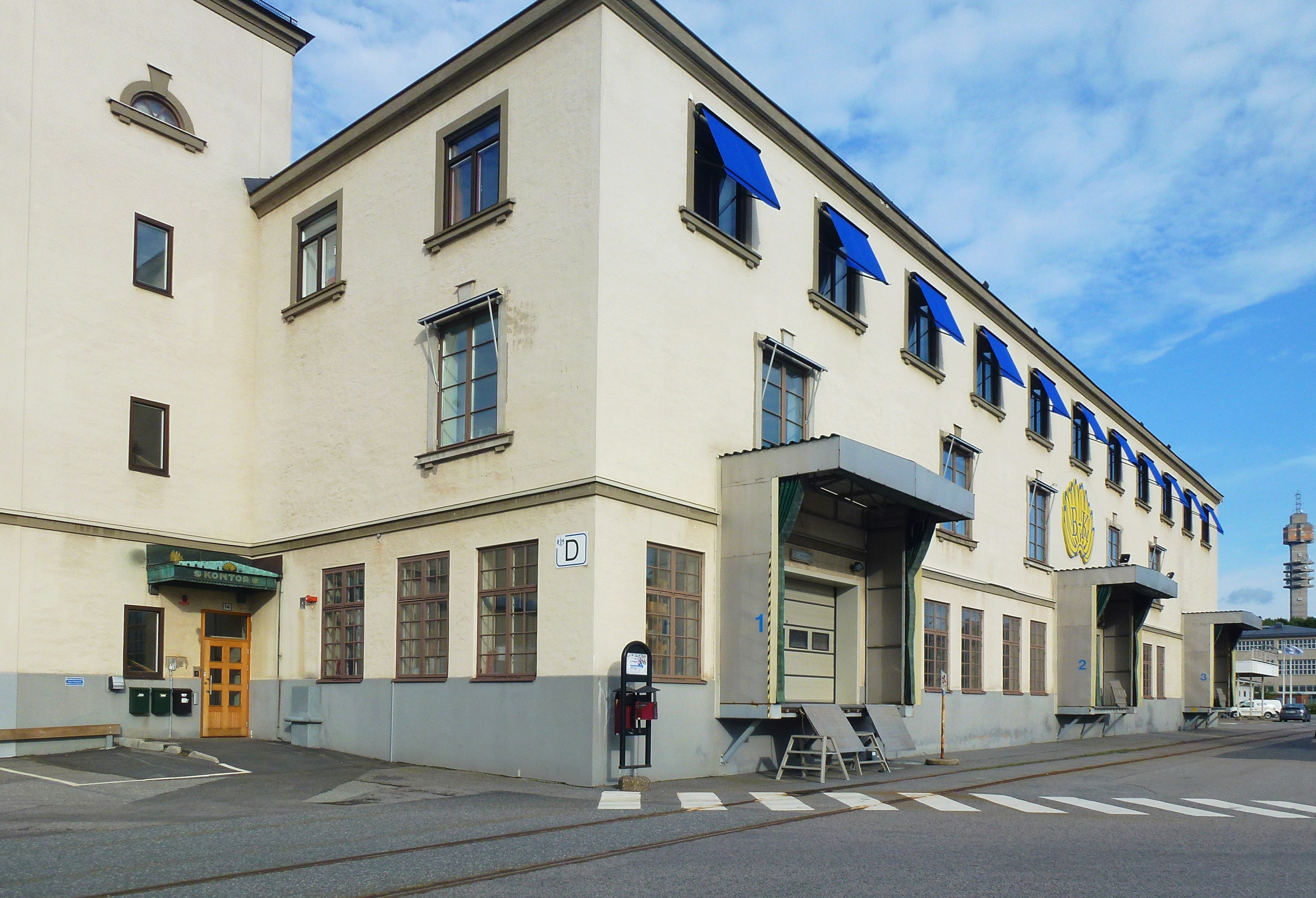
Utbyggnaden och renoveringen av Banan-Kompaniets fastighet.
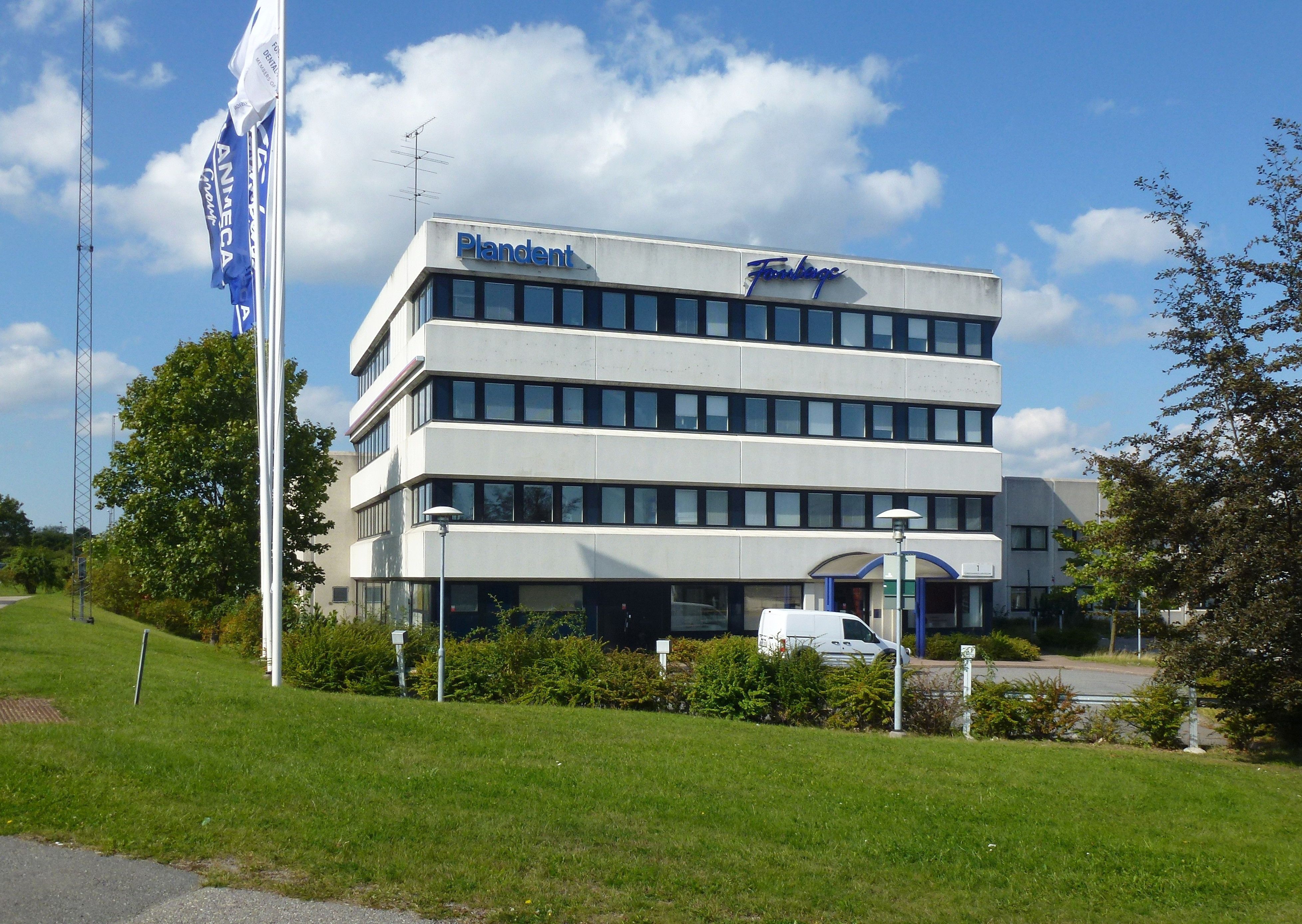
Kontor och lager för Olle Hartwig AB på Årsta partihallar (tillsammans med Yngve Fredriksén).
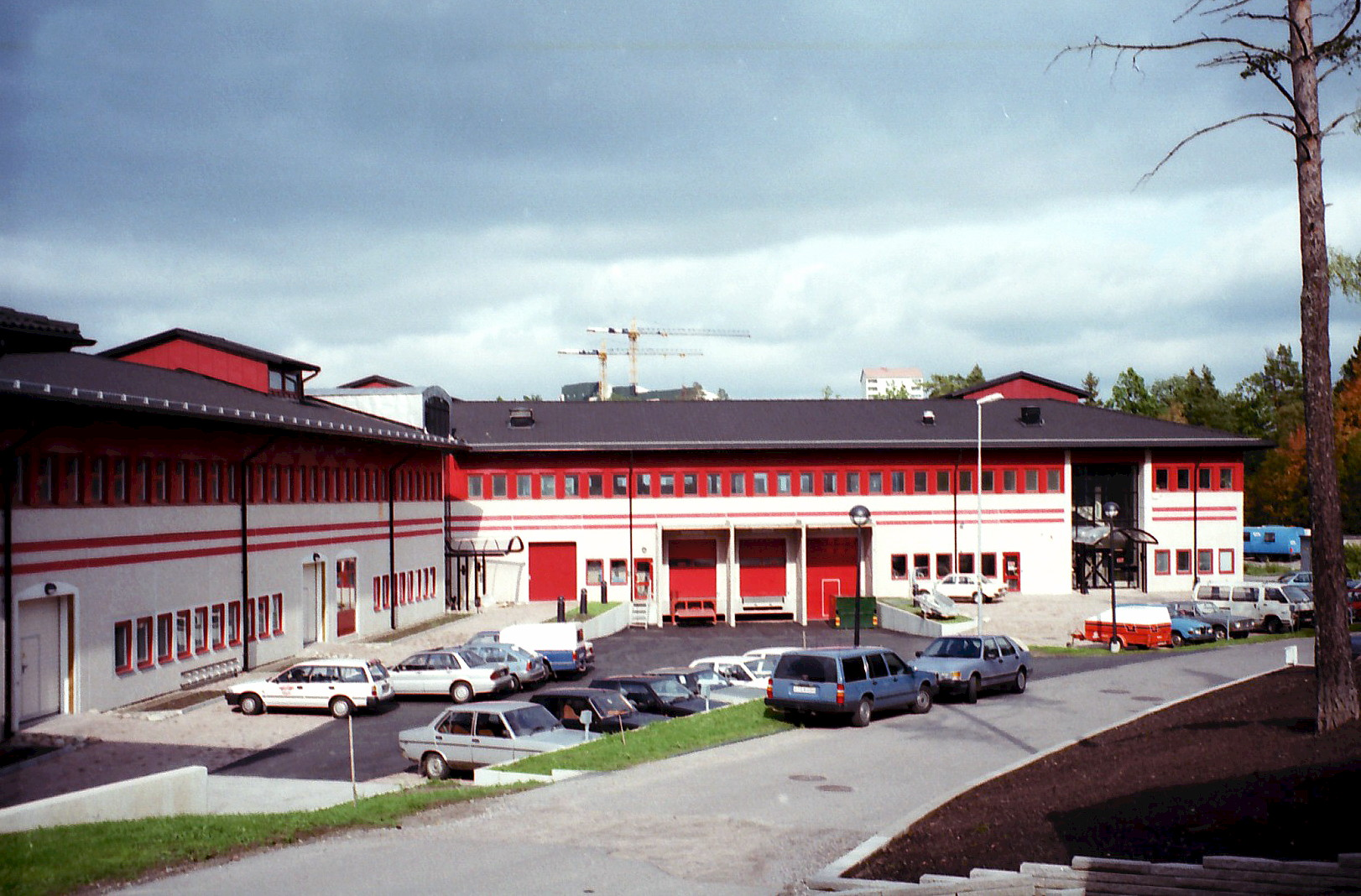
Kvarteret Sjöboden, kontor och lager i Sollentuna kommun.
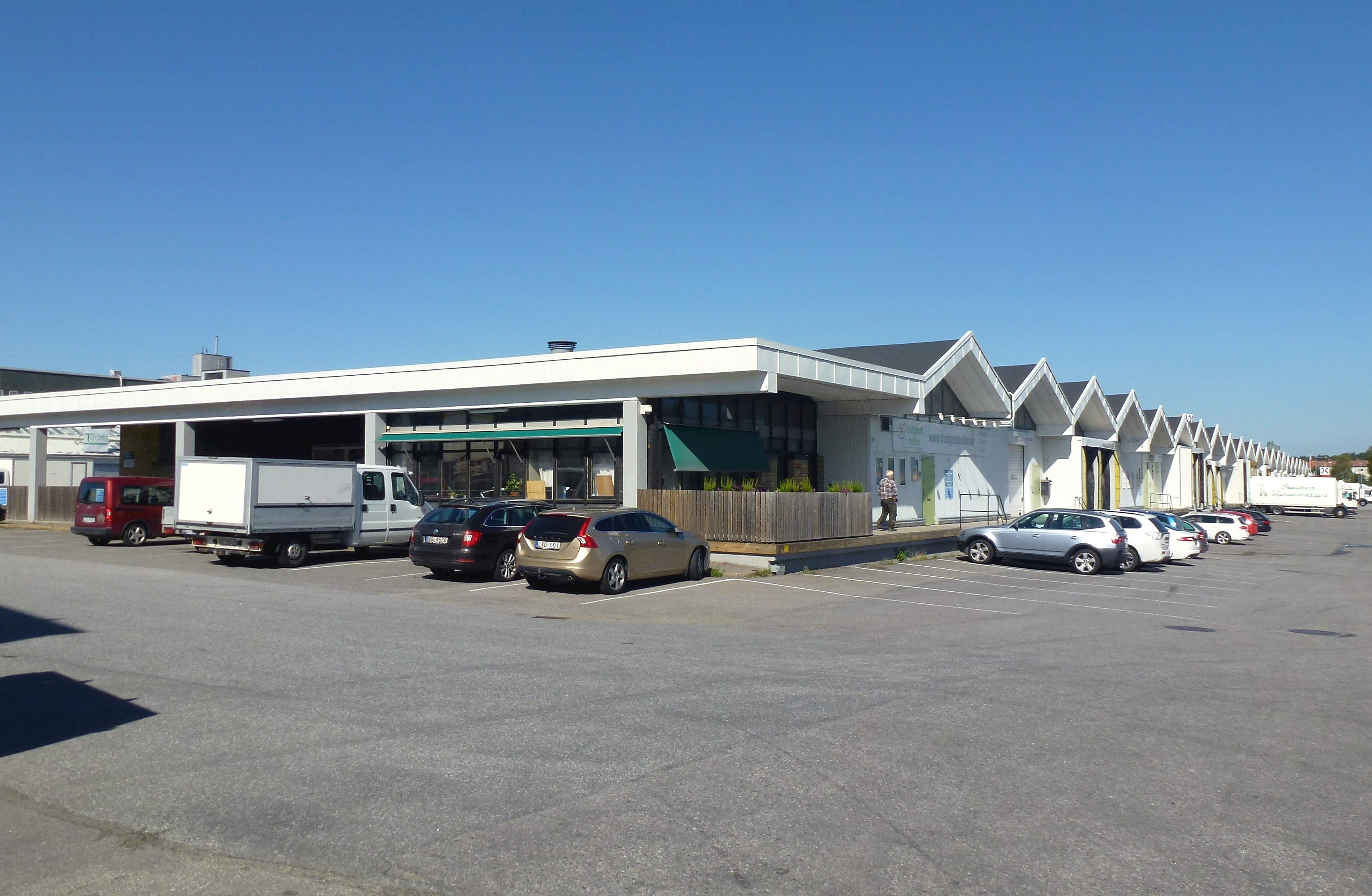
Trädgårdshallens om- och utbyggnad.
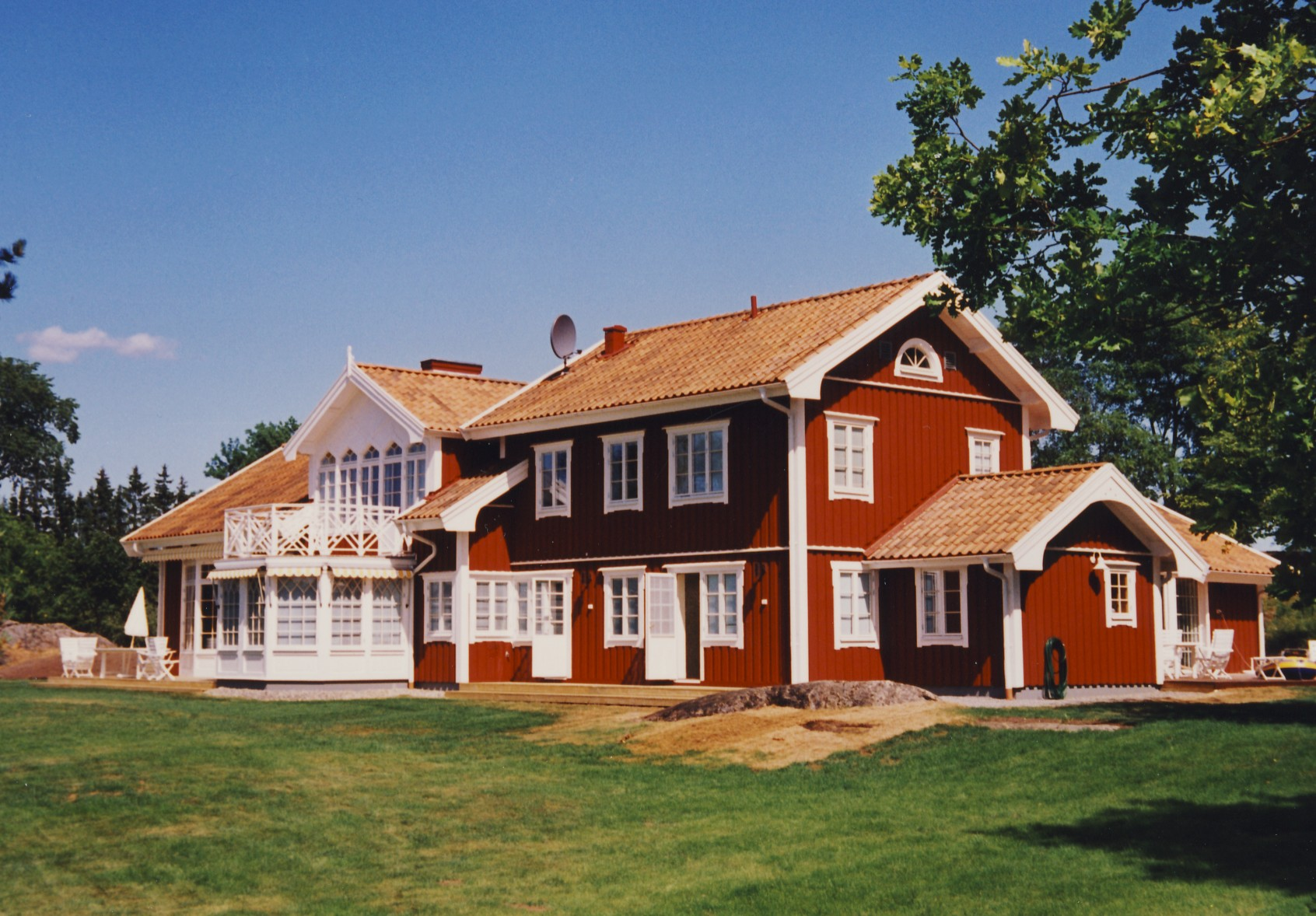
Privatvilla på Häringe slottsområde.

Fotoarbeten: Stockholm 1963
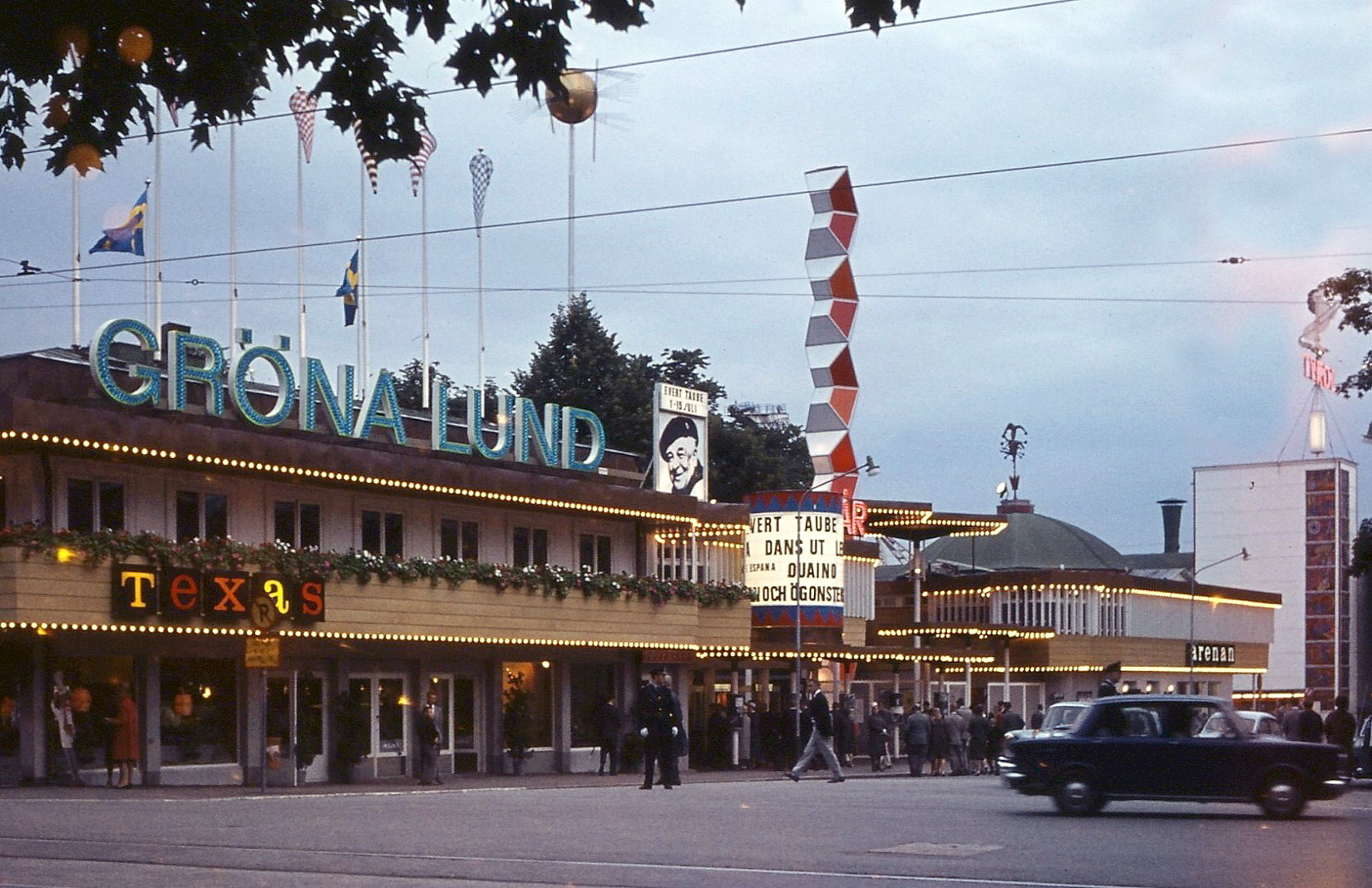
Gröna Lund
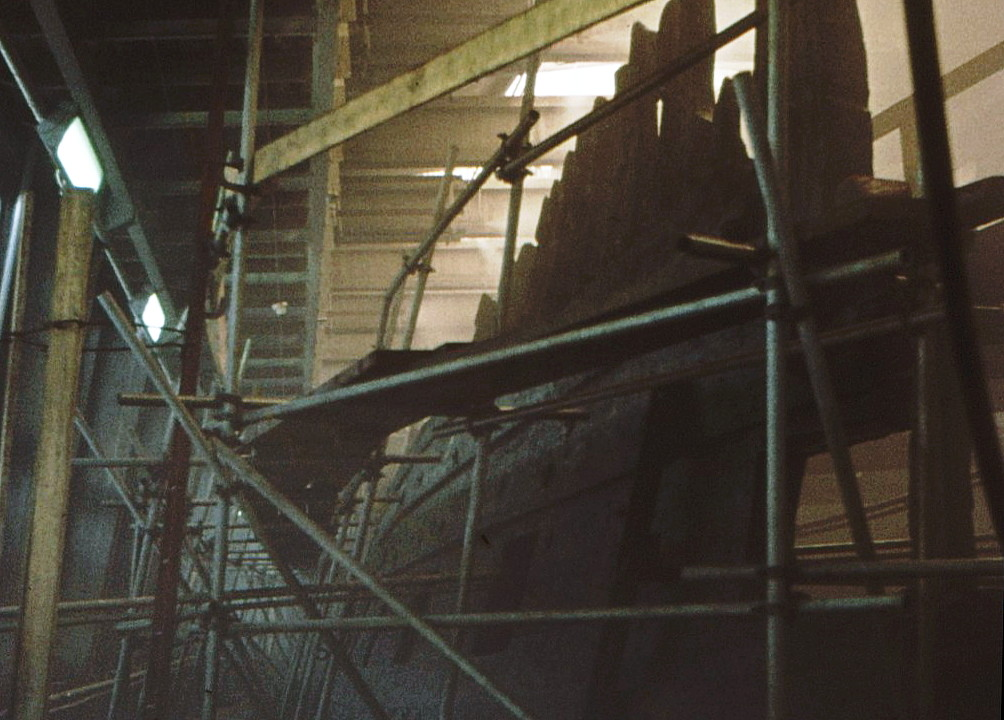
Regalskeppet Vasa i gamla Wasavarvet.
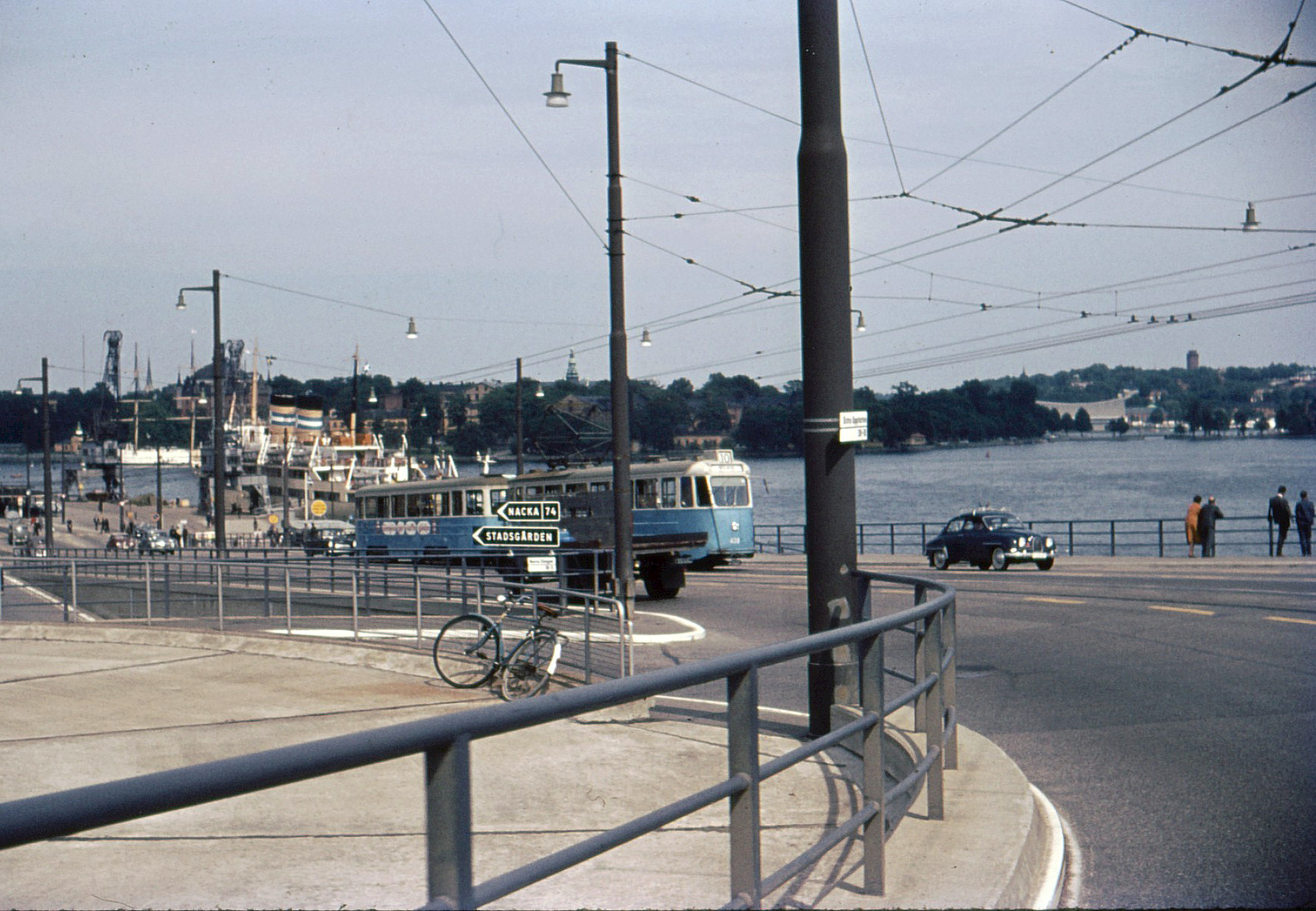
Slussen
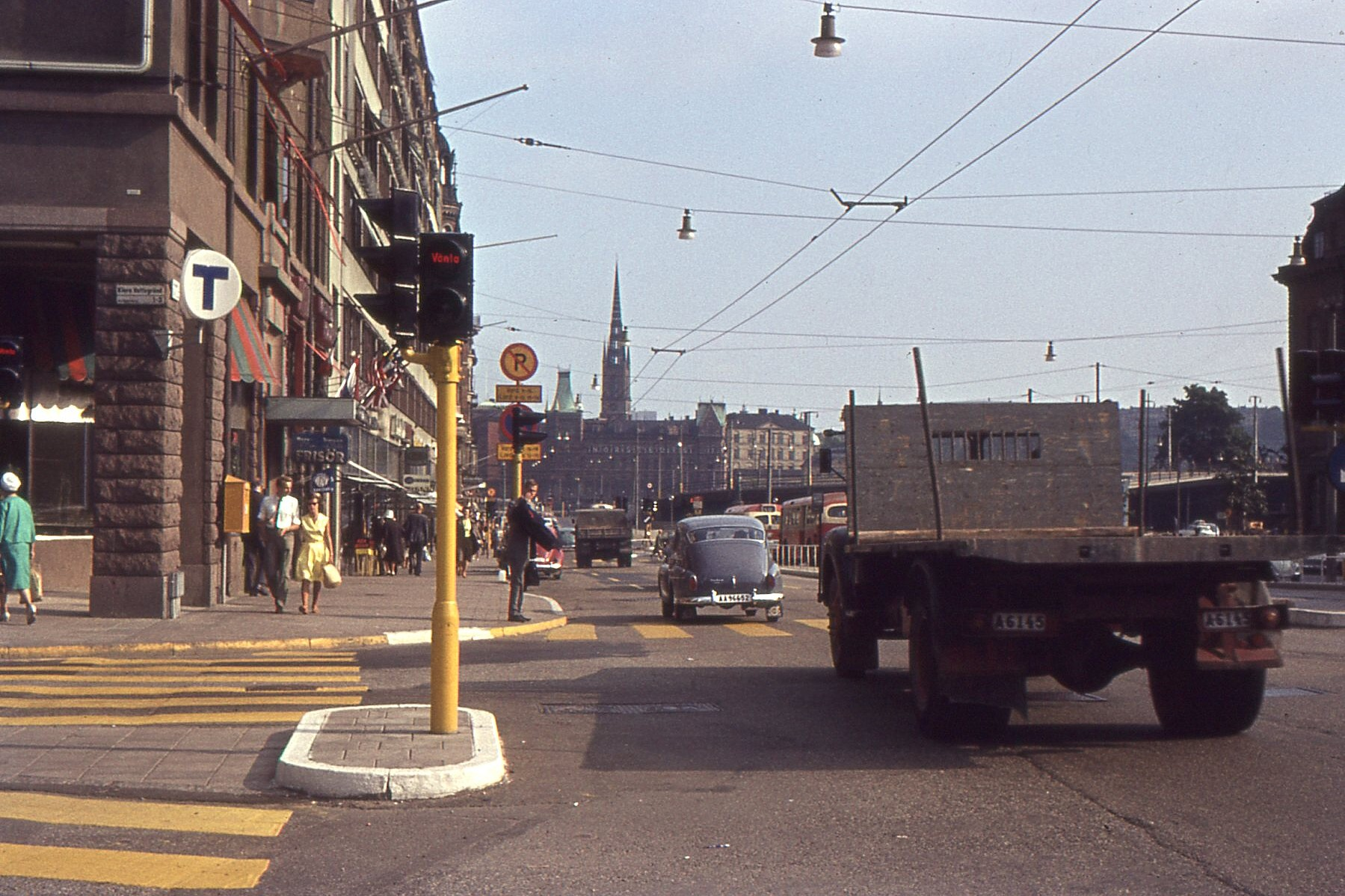
Vasagatan
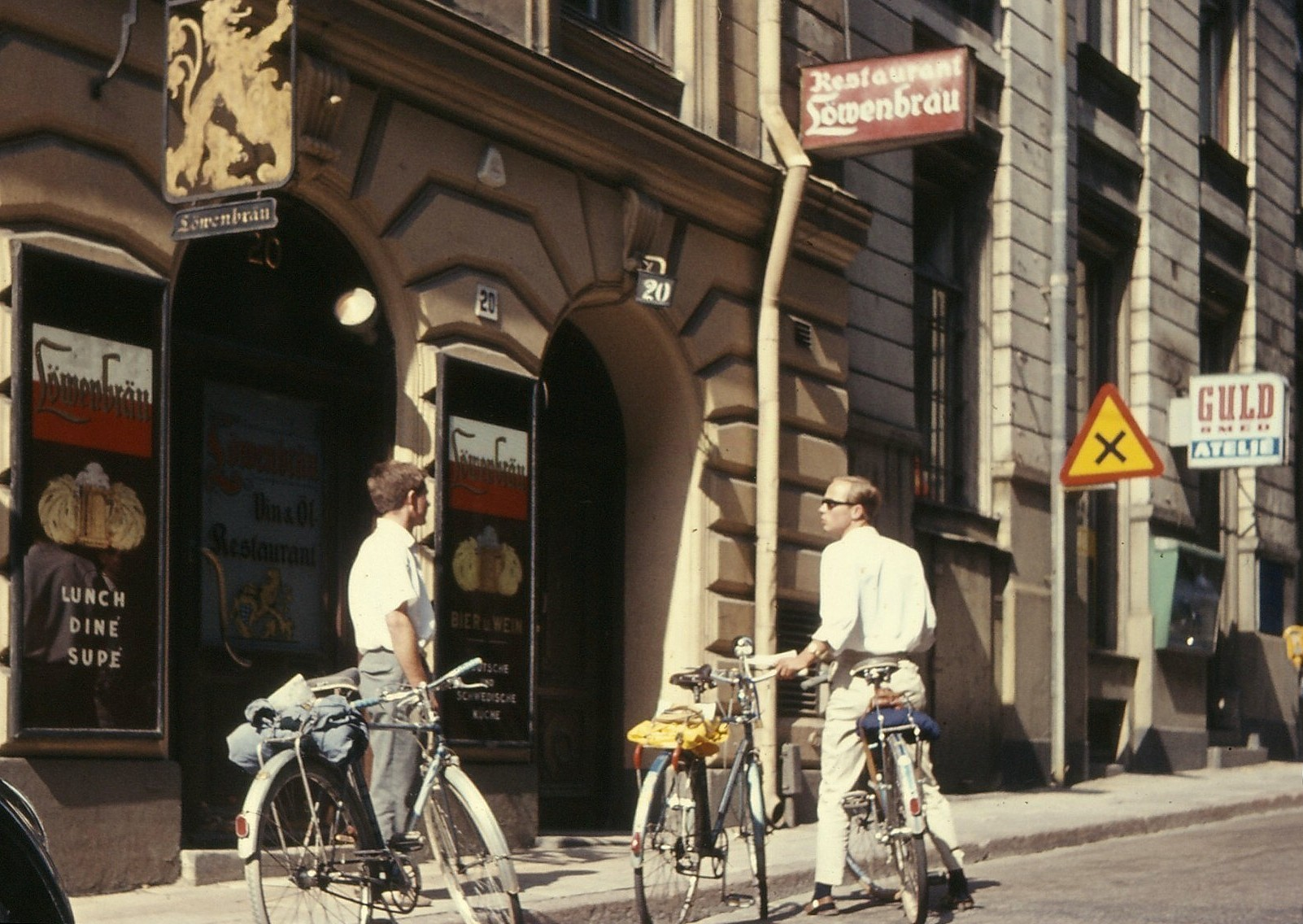
Löwenbräu, Jacobsgatan

## Utmärkelser
- 2017 – Wikimedia-priset